# ياكوب شاشينكا
ياكوب شاشينكا (مواليد 2 أكتوبر 1995، لاعب كرة قدم تشيكي يجيد اللعب كمهاجم لعب سابقاً مع نادي الذيد الإماراتي.

## روابط خارجية
ياكوب شاشينكا على موقع قاعدة بيانات كرة القدم.إي يو (الإنجليزية)
- ياكوب شاشينكا على موقع Soccerway.com (الإنجليزية)